# Mendsaichaniin Enchsaichan
Mendsaichaniin Enchsaichan (mongolisch Мэндсаиханийн Энхсаихан; * 4. Juni 1955 in Ulaanbaatar) war der Premierminister der Mongolei vom Juli 1996 bis zum April 1998.

## Leben

### Anfangsjahre
Enchsaichan wurde 1955 in Ulan Bator geboren und spricht fließend Russisch und Englisch. Er studierte Internationale Wirtschaft an der Staatsuniversität Kiew und schloss mit einem Doktor in Wirtschaftswissenschaften ab. Von 1978 bis 1988 arbeitete er als Wirtschaftswissenschaftler und stellvertretender Abteilungsleiter im Außenhandelsministerium. Anschließend war er bis 1990 Direktor des Marktforschungsinstitutes.
Von 1990 bis 1992 hielt er für die Republikanische Partei das erste Mal einen Sitz im Parlament. 1992 wurde er Vorsitzender der Akademie für Politische Bildung. Anschließend war er Vorsitzender der Gemeinsamen Wahlkampfkommission von Nationaldemokratischer und Sozialdemokratischer Partei zur Präsidentschaftswahl am 6. Juni 1993. Von 1993 bis 1996 amtierte er als Vorsitzender der Präsidentenkanzlei.

### Premierminister
Im Juli 1996 wurde Enchsaichan Premierminister, als Nachfolger von Puntsagiin Dschasrai. Damit war er der erste Premierminister seit den 1920er Jahren, welcher nicht der Mongolischen Revolutionären Volkspartei (MVRP) angehörte. 1998 zwang ihn die Parlamentsmehrheit von Demokratischer und Sozialdemokratischer Partei wegen der verlangsamten Reformen zum Rücktritt und ersetzte ihn durch den damaligen Vorsitzenden der DP Tsachiagiin Elbegdordsch.

### Weitere Laufbahn
Von 1998 bis 2003 war Enchsaichan Direktor der Premier International Co. Im Januar 2003 wählte ihn die Demokratische Partei zu ihrem Vorsitzenden, allerdings wurde ihm dieses Amt 2005 wieder entzogen. Im gleichen Jahr trat er zu den Präsidentschaftswahlen an, erhielt aber nur knapp 20 % der Stimmen und verlor damit gegen Nambaryn Enchbajar (MRVP). Seit 2004 hält er wieder einen Sitz im Parlament, diesmal für die DP.
Im Januar 2006 stimmte er im Parlament mit der MRVP für die Absetzung der Regierung seines Parteikollegen Tsachiagiin Elbegdordsch und widersetzte sich damit einem Beschluss der Parteiführung. Als Konsequenz leitete die Partei ein Ausschlussverfahren gegen ihn ein. In der neuen Regierung unter Mijeegombyn Enchbold wurde er stellvertretender Premierminister. Gemeinsam mit den anderen ausgeschlossenen DP-Mitgliedern plant er, eine neue Partei für Demokratie und Gerechtigkeit zu gründen.
| Vorgänger            | Amt                                                       | Nachfolger               |
| -------------------- | --------------------------------------------------------- | ------------------------ |
| Puntsagiin Dschasrai | Premierminister der Mongolei 19. Juli 1996–23. April 1998 | Tsachiagiin Elbegdordsch |

| Personendaten    | Personendaten                                                              |
| ---------------- | -------------------------------------------------------------------------- |
| NAME             | Enchsaichan, Mendsaichaniin                                                |
| ALTERNATIVNAMEN  | Энхсаихан, Мэндсаиханийн (mongolisch); Enkhsaikhan, Mendsaikhan (englisch) |
| KURZBESCHREIBUNG | mongolischer Politiker, Premierminister der Mongolei (1996–1998)           |
| GEBURTSDATUM     | 4. Juni 1955                                                               |
| GEBURTSORT       | Ulaanbaatar                                                                |